# Carbocatione

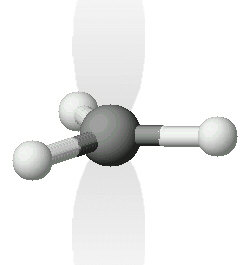
Modello del carbocatione metile. L'ombreggiatura rappresenta l'orbitale p vuoto.

In chimica organica, si definisce carbocatione (talvolta chiamato impropriamente "ione carbonio") un catione derivato da una molecola organica la cui carica positiva risiede su un atomo di carbonio. La carica positiva rende il carbocatione estremamente reattivo, in grado di legarsi ad anioni o di sottrarre elettroni da altre molecole vicine (in altre parole, si comportano da elettrofili).
I carbocationi alchilici derivano dagli alcani per scissione eterolitica e hanno una geometria simile a quella dei radicali alchilici: l'atomo di carbonio che reca la carica positiva ha  ibridazione sp2, e ha quindi struttura planare; l'orbitale p perpendicolare al piano del carbocatione, non coinvolto nell'ibridazione, è vuoto.
Sebbene i carbocationi alchlici siano piuttosto instabili, nel 1962 George A. Olah mise a punto la loro preparazione in pentafluoruro di antimonio (SbF5), dove risultano abbastanza stabili per essere rilevati con indagini spettroscopiche.

## Stabilità
Similmente ai radicali, sono detti primari i carbocationi alchilici aventi struttura R-CH2+, secondari quelli aventi struttura R2CH+ e terziari quelli aventi struttura R3C+.
```
CH
3
-CH
2
-CH
2
-CH
2
+
       
carbocatione primario
```

```
        +
CH
3
-CH
2
-CH-CH
3
         
carbocatione secondario
```

```
    +
CH
3
-C-CH
3

    |                  
carbocatione terziario

    CH
3
```

Il carattere primario, secondario o terziario influisce sulla stabilità e sulla reattività dei carbocationi in misura ancora maggiore a quanto avviene per i corrispondenti radicali.
Oltre all'effetto induttivo stabilizzante esercitato dai gruppi R vicini, fondamentale è anche l'iperconiugazione. L'ordine di stabilità dei carbocationi alchilici è terziario > secondario > primario. 
I carbocationi possono essere anche stabilizzati per risonanza, quando sono coniugati a sistemi π quali doppi legami o anelli aromatici.
```
CH
2
=CH-CH
2
+
 ↔ 
+
CH
2
-CH=CH
2
              
carbocatione allilico
```

```
Ph-CH
2
+
                              
carbocatione benzilico
```

Particolarmente stabile è il trifenilmetil catione (o catione tritile), ovvero un carbonio portante tre fenili come sostituenti; questo perché la carica positiva viene delocalizzata per risonanza su tutti gli anelli. Il catione fenile invece è molto instabile perché essendo l'orbitale p vuoto perpendicolare al sistema π del benzene, la carica non può essere delocalizzata.

## Riarrangiamento
I carbocationi subiscono trasposizione (o riarrangiamento), ovvero la migrazione di un atomo di idrogeno o di un gruppo alchilico da un atomo adiacente all'atomo di carbonio carico positivamente (migrazione 1-2). La trasposizione avviene sempre in direzione tale da stabilizzare il carbocatione, quindi i carbocationi primari si trasformano in secondari e terziari e i secondari in terziari.
```
            +               +
CH
3
-CH
2
-CH-CH
2
       CH
3
-CH
2
-C-CH
3

        |        →          |        
da primario a secondario

        
H
                   
H
```

```
    CH
3
              CH
3

    |                |
CH
3
-C-CH-CH
3
  →  CH
3
-C-CH-CH
3
          
da secondario a terziario

    | +              + |
    
CH
3
                
CH
3
```

La trasposizione spiega, ad esempio, perché la disidratazione di un alcol lineare porta a una miscela di prodotti, alcuni anche a catena ramificata, anziché al solo alchene lineare corrispondente. Il passaggio intermedio della reazione è un carbocatione che, prima di perdere uno ione H+ e formare l'alchene, subisce trasposizioni.